# Lori J. Pierce
Lori Jo Pierce es una oncóloga radioterapeuta estadounidense. Es profesora titular y vicerrectora de Asuntos Académicos y Docentes en la Universidad de Míchigan. Su investigación se centra en el uso de la radioterapia en el tratamiento multimodal del cáncer de mama, con énfasis en la radioterapia de intensidad modulada en el cáncer de mama con ganglios positivos, el uso de agentes radiosensibilizantes y los resultados de las mujeres tratadas con radiación por cáncer de mama que son portadoras de un gen de susceptibilidad al cáncer de mama BRCA1 / 2.
En 2019 fue elegida miembro de la Academia Nacional de Medicina en reconocimiento a su “investigación en el desarrollo de tratamientos de radiación para el cáncer de mama que aprovechan los avances en la física médica y la ciencia de laboratorio y por los esfuerzos nacionales para atraer a mujeres y personas de color a la medicina".

## Educación
Pierce nació y se crio en Washington, D. C. por sus padres Melvin H. Pierce y Amy Martin Pierce. La familia se mudó a Filadelfia por motivos de trabajo del padre. Pasó sus veranos en Ahoskie, Carolina del Norte, donde se inspiró para seguir una carrera en medicina de un médico de familia afroamericano. Mientras asistía a la escuela secundaria para niñas de Filadelfia, fue nombrada una de las 394 ganadoras en el undécimo programa anual de becas de logros nacionales para estudiantes negros sobresalientes. Al hablar de sus experiencias escolares, Pierce dijo: "Tuve una excelente experiencia educativa en las escuelas públicas. Me gradué de una escuela secundaria en Filadelfia que se consideraba una escuela preparatoria para la universidad. Entonces, para cuando entré a la universidad, tenía una base académica".
Luego de la secundaria, Pierce completó su licenciatura con una especialización en ingeniería biomédica y una especialización en ingeniería química en la Universidad de Pensilvania. Después de ser aceptada en la Facultad de Medicina de la Universidad Duke, aplazó su admisión para poder trabajar como ingeniera y ganar suficiente dinero para pagar la escuela. Tras recibir su título de médica en 1985, completó su residencia en Oncología Radioterápica en el Hospital de la Universidad de Pensilvania. Durante su residencia, Pierce escribió un artículo fundamental sobre la radiación y la cirugía para conservar los senos en mujeres afroamericanas en comparación con sus contrapartes blancas. Esto inició su interés por el racismo médico; el sesgo racial en la medicina y específicamente contra las mujeres negras.

## Carrera profesional
Al finalizar su residencia, Pierce aceptó un puesto de profesora asistente en la Escuela de Medicina Perelman de la Universidad de Pensilvania, después de lo cual se desempeñó en el Instituto Nacional del Cáncer (NCI) como investigadora principal en la rama de oncología radioterápica de 1990 a 1992. Durante su último año en el NCI, publicó "Cirugía conservadora y radioterapia en mujeres negras con cáncer de mama en etapa inicial: patrones de fracaso y análisis de resultados", puesto que encontró que la supervivencia general de la cirugía para conservar la mama y la radioterapia era peor entre las pacientes de raza negra. Después de pasar dos años en el NCI, Pierce se unió a la facultad de la Universidad de Míchigan en 1992 como investigadora y profesora asistente. En 1998, fue ascendida a profesora adjunta y clasificada por Castle Connolly como una de las "Mejores doctoras de Estados Unidos en cáncer de mama". A principios de siglo, dirigió un estudio que descubrió que "las mujeres con mutaciones del gen BRCA 1 o 2 que se sometieron a una cirugía para conservar la mama tras el diagnóstico de cáncer pueden obtener el mismo beneficio de la radioterapia sin una mayor incidencia de efectos secundarios a corto o largo plazo que las mujeres con cáncer no hereditario". En agosto de 2005, Pierce fue designada por la Junta de Regentes de la Universidad de Míchigan vicerrectora de Asuntos Académicos y Docentes. Como resultado, ocupó el puesto a tiempo parcial en la Oficina del Rector mientras trabajaba a tiempo parcial en la Facultad de Medicina. En reconocimiento a sus esfuerzos, Pierce fue una de los 11 médicos seleccionados en todo el país como miembro de la Sociedad Estadounidense de Oncología Radioterápica y se convirtió en Susan G. Komen for the Cure Scholar.
Durante su mandato en la Universidad de Míchigan, la investigación de Pierce se ha centrado en "el uso de la radioterapia en el tratamiento multimodal del cáncer de mama, con énfasis en la radioterapia de intensidad modulada en el cáncer de mama con ganglios positivos, el uso de agentes radiosensibilizantes y los resultados de las mujeres tratadas con radiación para el cáncer de mama que son portadoras de un gen de susceptibilidad al cáncer de mama BRCA1 / 2 ".
En 2017 fue cohonrada por United Way con el Premio Robert E. Guenzel, el principal honor anual otorgado a los colaboradores del área de United Wayn por su ayuda en la comunidad. Más tarde fue reconocida por la Sociedad Estadounidense de Oncología Clínica (ASCO) con los premios especiales y los premios de mentoría Conquer Cancer's Women Who Conquer Cancer. Unos años más tarde, Pierce fue elegida miembro de la Academia Nacional de Medicina en reconocimiento a su “investigación en el desarrollo de tratamientos de radiación para el cáncer de mama que aprovechan los avances en la física médica y la ciencia de laboratorio y por los esfuerzos nacionales para atraer a mujeres y personas de color a medicina ". También fue elegida presidenta de ASCO por un período de cuatro años a partir de junio de 2020. Durante la pandemia de COVID-19, Pierce fue coautora de un estudio dirigido por Reshma Jagsi que se centró en el racismo médico que hace que los efectos secundarios de la radiación se pasen por alto en pacientes jóvenes de raza negra. En su papel de presidenta, también anunció un tema de equidad en la salud (“Equidad: cada paciente. todos los días. En todas partes”) para su presidencia de ASCO.